# Leucophenga patternella
Leucophenga patternella är en tvåvingeart som beskrevs av Bock 1979. Leucophenga patternella ingår i släktet Leucophenga och familjen daggflugor. Inga underarter finns listade i Catalogue of Life.